# لیا نیل
لیا نیل (به انگلیسی: Lia Neal) (زادهٔ ۱۳ فوریهٔ ۱۹۹۵) شناگر اهل ایالات متحده آمریکا است.